# Carol Emshwiller

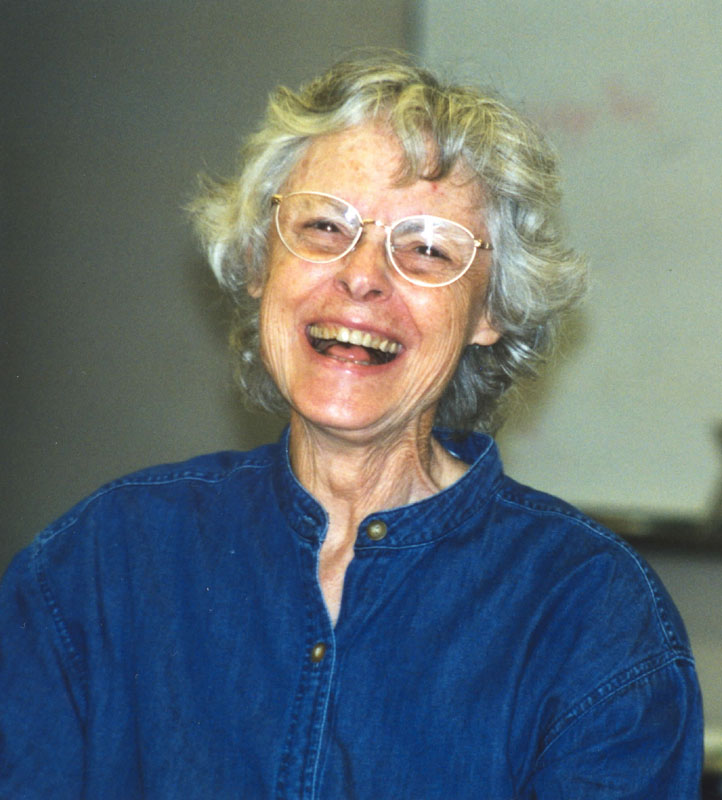
Carol Emshwiller 1998

Carol Fries Emshwiller (geboren als Carol Fries am 12. April 1921 in Ann Arbor, Michigan; gestorben am 2. Februar 2019 in Durham, North Carolina) war eine amerikanische Schriftstellerin. Sie ist bekannt als Autorin avantgardistischer Kurzgeschichten und von Science-Fiction und Fantasy.

## Leben
Emshwillers Vater war Professor für Englisch und Linguistik an der University of Michigan in Ann Arbor. Sie wuchs abwechselnd in Frankreich und den USA auf, arbeitete im Zweiten Weltkrieg beim Roten Kreuz und begann danach zunächst Musik und dann Kunst an der University of Michigan zu studieren, wo sie in einem Zeichenkurs ihren Mann Ed Emshwiller kennen lernte. 1949 heirateten sie, Carol machte den Bachelor und ging dann für ein Jahr nach Paris, wo sie mit einem Fulbright-Stipendium an der École nationale supérieure des beaux-arts de Paris studierte. Anschließend unternahmen Ed und Carol eine Motorradreise quer durch Europa.
Emshwillers erste veröffentlichte phantastische Erzählung This Thing Called Love erschien 1955 in dem Magazin Future Science Fiction. Dort und vor allem in The Magazine of Fantasy and Science Fiction erschienen in den folgenden Jahren zahlreiche weitere Storys, die – wie regelmäßig vermerkt wird – sowohl aufgrund ihrer literarischen Qualität als auch durch ihren Umgang mit den Konventionen des Genres als außerhalb des Bereichs üblicher Science-Fiction wahrgenommen wurden. Man rechnete sie der New Wave der Science-Fiction zu und sicherlich fühlte sie sich der künstlerischen Avantgarde der 1960er Jahre zugehörig, von der Schreibweise und der Behandlung ihrer Themen her sieht man aber eher eine Form des magischen Realismus. Man hat sie auch der feministischen Science Fiction zugerechnet, wobei kritisiert wurde, dass das Verhalten ihrer weiblichen Figuren Resultat biologischer Bedingtheit zu sein scheint und nicht das kultureller Prägung. Die stets vorhandene, oft unterschwellige Ironie einer aus der Ich-Perspektive schreibenden Autorin macht Einordnungen nicht einfacher und erleichtert Missverständnisse.
So sind mehrfach Metamorphosen das Thema, Transformationen von Tieren zu Menschen und umgekehrt, wobei ein Tier, das weibliche Wesenszüge annimmt, dann auch buchstäblich zur Frau wird und umgekehrt Menschen, die ihre Menschlichkeit vergessen, schließlich zu Tieren werden. So ist in ihrem ersten und lange Zeit einzigen Roman Carmen Dog die Protagonistin, der Setter Pooch, Mitglied einer dysfunktionalen Familie. Pooch übernimmt es nach und nach, sich um Kind, Wäsche und Weiteres zu kümmern, da die Dame des Hauses zu viel trinkt, modrig zu riechen beginnt und langsam zur Schnappschildkröte wird. Da Pooch weibliche Attribute von Fürsorglichkeit und Verantwortungsbewusstsein annimmt, wird Pooch folgerichtig auch zur Frau.
Seit 1978 war Emshwiller Dozentin an Continuing Education Faculty der New York University. Das Ehepaar lebte abwechselnd im Winter in New York und im Sommer in Kalifornien. Außerdem war Emshwiller Dozentin des Clarion Science Fiction Writers’ Workshops (1978 und 1979) und des Clarion West Writers’ Workshops (1998 und 2000).
Carol und Ed Emshwiller hatten zusammen einen Sohn und zwei Töchter. 1990 starb Ed Emshwiller im Alter von 65 Jahren. In einem Essay beschrieb Carol Emshwiller den Einfluss, den der Tod ihres Mannes auf ihre schriftstellerische Arbeit hatte, insbesondere auf die beiden in diesen Jahren entstandenen Romane Ledoyt (1995) und Leaping Man Hill (1999), insofern sie sich einerseits von ihrem bisherigen Genre und Stil distanzierte – beide Romane spielen im amerikanischen Westen zu Beginn des 20. Jahrhunderts – und andererseits die bislang gewahrte Distanz zu ihren Figuren aufgab.
2009 stiftete Emshwiller ihre Manuskripte und andere Unterlagen der Sammlung der Science Fiction and Fantasy Writers of America, die sich in der Northern Illinois University befindet.

## Auszeichnungen
- 1971: MacDowell Fellowship
- 1975: Creative Artists Public Service Grant
- 1979: National Endowment Grant
- 1988: New York State Grant
- 1988: Science Fiction Chronicle Readers Poll für die Kurzgeschichte The Circular Library of Stones
- 1991: World Fantasy Award für die Sammlung The Start of the End of It All and Other Stories
- 1999: Gallun Award für das Lebenswerk
- 2003: Nebula Award für die Kurzgeschichte Creature
- 2003: Philip K. Dick Award für den Roman The Mount
- 2003: Ehrengast der Wiscon 27 in Madison, Wisconsin
- 2005: World Fantasy Award für das Lebenswerk
- 2006: Nebula Award für die Kurzgeschichte I Live With You
- 2008: Sense of Gender Award für Carmen Dog
- 2011: Asimov’s Science Fiction Magazine Readers’ Award für die Kurzgeschichte The Lovely Ugly

## Bibliografie
Romane
- Carmen Dog (1988)
- Ledoyt (1995)
- Leaping Man Hill (1999)
- The Mount (2002)
- Mister Boots (2005)
- The Secret City (2007)

Sammlungen
- Joy in Our Cause (1974)
- Verging on the Pertinent (1989)
- The Start of the End of It All and Other Stories (1990)
- Report to the Men's Club (2002)
- I Live with You (2005)
- In the Time of War and Other Stories of Conflict (2011)
- Master of the Road to Nowhere and Other Tales of the Fantastic (2011)
- The Collected Stories of Carol Emshwiller Vol. 1 (2011)
- The Collected Stories of Carol Emshwiller Vol. 2 (2016)

Kurzgeschichten
- Built for Pleasure (1954)
- The Victim (1955)
- This Thing Called Love (1955)
- Love Me Again (1956)
- The Piece Thing (1956)
- Bingo and Bongo (1956)
- Hands (1957)
- Murray is for Murder (1957)
- Nightmare Call (1957)
- Hunting Machine (1957)
- The Coming (1957)
- You'll Feel Better ... (1957)
- Two-Step for Six Legs (1957)
- Baby (1958)
- Idol's Eye (1958)
- Pelt (1958)
- Day at the Beach (1959)
- Puritan Planet (1960)
- Adapted (1961)
- But Soft, What Light ... (1966)
- A Dream of Flying (1966, auch als Chicken Icarus)
- Eohippus (1967)
- Krashaw (1967)
- Sex and/or Mr. Morrison (1967)
- Animal (1968)
  - Deutsch: Das Tier. In: Damon Knight (Hrsg.): Damon Knight's Collection 5. Fischer Taschenbuch (Fischer Orbit #9), 1972, ISBN 3-436-01549-0.
- Lib (1968)
- Methapyrilene Hydrochloride Sometimes Helps (1968)
  - Deutsch: Mensa-tex. In: Frank Rainer Scheck (Hrsg.): Koitus 80. Kiepenheuer & Witsch, 1970.
- I Love You (1969)
- White Dove (1969)
- Peninsula (1970)
- The Institute (1970)
- The Queen of Sleep (1970)
- Debut (1970)
  - Deutsch: Die Debütantin. In: Damon Knight (Hrsg.): Damon Knight's Collection 8. Fischer Taschenbuch (Fischer Orbit #15), 1972, ISBN 3-436-01629-2.
- Woman Waiting (1970)
  - Deutsch: Wartezeit. In: Damon Knight (Hrsg.): Damon Knight's Collection 11. Fischer Taschenbuch (Fischer Orbit #29), 1973, ISBN 3-436-01769-8.
- Yes, Virginia (1971)
- A Possible Episode in the Picaresque Adventures of Mr. J.H.B. Monstrosee (1971)
- Al (1972)
- Strangers (1973)
- The Childhood of the Human Hero (1973)
  - Deutsch: Die Kindheit des Menschenhelden. In: Kate Wilhelm (Hrsg.): Der Plan ist Liebe und Tod. Moewig (Playboy Science Fiction #6730), 1982, ISBN 3-8118-6730-X.
- Autobiography (1974)
- Biography of an Uncircumcised Man (Including Interview) (1974)
- Destinations, Premonitions and the Nature of Anxiety (1974)
- Dog Is Dead (1974)
- Joy in Our Cause (1974)
- Maybe Another Long March Across China 80,000 Strong (1974)
- To the Association (1974)
- One Part of the Self Is Always Tall and Dark (1977)
- Thanne Longen Folk to Goen on Pilgrimages (1977)
- Escape Is No Accident (1977)
- Expecting Sunshine and Getting It (1978)
- Abominable (1980)
- Omens (1980)
  - Deutsch: Omen. In: Virginia Kidd, Ursula K. Le Guin (Hrsg.): Kanten. Heyne (Heyne Science Fiction & Fantasy #4015), 1983, ISBN 3-453-30954-5.
- Slowly Bumbling in the Void (1981)
- The Start of the End of the World (1981, auch als The Start of the End of It All)
  - Deutsch: Der Anfang vom Ende der Welt. In: Josh Pachter (Hrsg.): Top Science Fiction: Zweiter Teil. Heyne (Heyne Science Fiction & Fantasy #4517), 1988, ISBN 3-453-02774-4.
- Queen Kong (1982)
- The Futility of Fixed Positions (1982)
- Mental Health and Its Alternative (1983)
- Verging on the Pertinent (1984)
- There Is No God But Bog (1985)
- Eclipse (1986)
- If Not Forever, When? (1987)
- The Circular Library of Stones (1987)
  - Deutsch: Die kreisrunde Bibliothek der Steine. In: H. J. Alpers (Hrsg.): Die Sterne sind weiblich. Moewig (Moewig Science Fiction #3874), 1989, ISBN 3-8118-3874-1.
- Vilcabamba (1987)
- Fledged (1988)
- Being Mysterious Strangers from Distant Shores (1989)
- Living at the Center (1989)
- As If (1989)
- Clerestory (1989)
- Not Burning (1989)
- Secrets of the Native Tongue (1989)
- The Promise of Undying Love (1989)
- What Every Woman Knows (1989)
- Yukon (1989)
- Acceptance Speech (1990)
- Glory, Glory (1990)
- If the Word Was to the Wise (1990)
- Moon Songs (1990)
- Peri (1990)
- There Is No Evil Angel But Love (1990)
- Looking Down (1990)
- Draculalucard (1991)
- Emissary (1991)
- Venus Rising (1992)
- Mrs. Jones (1993)
- Modillion (1994)
- After Shock (1995)
- Ledoyt (excerpt) (1996)
- A Is for Abel, B Is for Bird (1998)
- Foster Mother (2001)
- The Project (2001)
- Creature (2001)
- After All (2002)
- Desert Child (2002)
- It Comes from Deep Inside (2002)
- Nose (2002)
- Prejudice and Pride (2002)
- Report to the Men's Club (2002)
- The Paganini of Jacob's Gully (2002)
- Water Master (2002)
- Grandma (2002)
- Overlooking (2002)
- Josephine (2002)
- The Prince of Mules (2002)
- The Doctor (2002)
- Lightning (2003)
- Boys (2003)
- The General (2003)
- Coo People (2003)
- Repository (2003)
- Gods and Three Wishes (2003)
- The Assassin, or Being the Loved One (2004)
- On Display Among the Lesser (2004)
- My General (2004)
- Gliders Though They Be (2004)
- The Library (2004)
- All of Us Can Almost ... (2004)
- I Live with You (2005, auch als I Live with You and You Don't Know It)
- Bountiful City (2005)
- See No Evil, Feel No Joy (2005)
- The Being of It All (2005)
- World of no Return (2006)
- Quill (2006)
- Killers (2006)
- The Seducer (2006)
- Such a Woman, Or, Sixties Rant (2006)
- God Clown (2007)
- At Sixes and Sevens (2007)
- Sanctuary (2007)
- Master of the Road to Nowhere (2008)
- All Washed Up While Looking for a Better World (2008)
- Self Story (2008)
- Wilmer or Wesley (2008)
- Whoever (2008)
- The Perfect Infestation (2009)
- The Bird Painter in Time of War (2009)
- The Dignity He's Due (2009)
- The Meaning of the Fields (2009)
- A Safe Place to Be (2009)
- Logicist (2009)
- Above It All (2010)
- Wilds (2010)
- The Abominable Child's Tale (2010, auch als The Abominable Child, 2016)
- On Not Going Extinct (2010)
- No Time Like the Present (2010)
- The Lovely Ugly (2010)
- Uncle E (2010)
- The New and Perfect Man (2011)
- A Hello to Arms (2011)
- Chasing Songs (2011, auch als Mountain Song, 2016)
- All the News That's Fit (2011, auch als The News That's Fit, 2016)
- The Mismeasure of Me (2011, auch als The Mismeasure of Me And How I Saved the World, 2016)
- Danilo (2011)
- Riding Red Ted and Breathing Fire (2012, auch als Riding Red Ted, 2016)
- All I Know of Freedom (2012)